# Васмундт, Владимир Георгиевич
Владимир Георгиевич Васмундт (16 июля 1872 — 13 января 1941, Париж) — военачальник Русской императорской армии, генерал-лейтенант, участник Белого движения.

## Биография
Дворянин. Сын начальника штаба войск Гвардии и Петербургского военного округа генерал-лейтенанта Георгия Робертовича Васмундта.
- 1 сентября 1890 — Вступил в службу.
- 1892 — Окончил Пажеский корпус. Выпущен в лейб-гвардии Егерский полк подпоручиком гвардии.
- 4 августа 1896 — Поручик.
- 1899 — Окончил Николаевскую академию Генерального штаба по 1-му разряду.
- 2 июня 1899 — Штабс-капитан гвардии с переименованием в капитаны Генерального штаба.
- 5 ноября 1900 — Состоял при Кавказском и Петербургском военных округах, старший адъютант штаба 1-й гвардейской кавалерийской дивизии.
- 16 июля 1901 — Обер-офицер для особых поручений при штабе Гвардейского корпуса.
- 16 ноября 1901-8 февраля 1902 — Цензовое командование ротой в лейб-гвардии Егерском полку.
- 4 июля 1902 — Обер-офицер для поручений при штабе войск Гвардии и Петербургского военного округа.
- 15 марта 1903 — Штаб-офицер для поручений при штабе войск Гвардии и Петербургского военного округа.
- 16 декабря 1903 — Подполковник.
- 17 мая 1904 — Старший адъютант штаба войск Гвардии и Петербургского военного округа.
- 7 октября 1905 — Штаб-офицер при управлении 50-й пехотной резервной бригады.
- 16 мая-16 сентября 1907 — Цензовое командование батальоном в лейб-гвардии Егерском полку.
- 16 декабря 1912 — Полковник.
- 23 июня-23 июля 1908 — Прикомандирован к кавалерии.
- 2 августа 1910 — Начальник штаба 50-й пехотной дивизии.
- 1 мая-1 июля 1912 — Прикомандирован к артиллерии.
- 24 декабря 1913-30 августа 1914 — Командир 145-го пехотного Новочеркасского полка.
- 2 сентября 1914 — Генерал-майор.
- 22 января 1915 — 1-й обер-квартирмейстер ГУГШ.
- 5 января 1917 — Генерал-лейтенант с увольнением от службы за болезнью.

Числился во ВСЮР и Русской армии до эвакуации Крыма. Эвакуирован из Севастополя на транспорте «Корнилов».
В эмиграции во Франции работал инженером. Запатентовал проект многоцилиндрового бензинового двигателя. Был председателем объединения лейб-гвардии 2-го стрелкового полка.
С 1930 года — почетный член Союза царскосельских стрелков и председатель его парижской группы. Был председателем парижской группы и членом суда чести парижской группы объединения лейб-гвардии Егерского полка.
Умер в Париже.

## Награды
- Орден Святого Станислава 3-й степени (1900)
- Орден Святой Анны 3-й степени (1903)
- Орден Святого Станислава 2-й степени (1905)
- Орден Святой Анны 2-й степени (06.12.1910)
- Орден Святого Владимира 4-й степени (06.12.1913)
- Георгиевское оружие (ВП 01.06.1915)
- Орден Святого Владимира 3-й степени с мечами (12.01.1915)
- Мечи к ордену Святой Анны 2-й степени (19.02.1915)
- Орден Святого Станислава 1-й степени (30.07.1915)